# エル・モウロウィ
エル・モウロウィ(アラビア語：المروج)はチュニジア北部のベンナラス県の都市。
1991年にコミューン(基礎自治体)に昇格した。
2014年の人口は約10.5万人で、県都ベンナラスを押さえて県内最大だった。